# Macon Deva
MACON Deva este o companie producătoare de materiale de construcții din România, înființată în anul 1963, parte a MACON Group, grup care cuprinde companiile MACON Deva, Simcor Var Târgu Jiu, Simbeton Oradea și Simterac Vadu Crișului.

### Istoric companie
Macon Deva a fost privatizată în anul 1994 prin metoda MEBO.
Acționarul unic al companiei este fondul de Investiții HaMer Holding Sarl din Luxemburg.
În anul 2006, compania Macon Deva a fost preluată integral de fondul de investiții polonez Enterprise Investors, printr-o tranzacție de 35 de milioane de euro.
În vara anului 2008, Macon Deva a realizat achiziția pachetelor majoritare a șapte dintre firmele grupului Simcor Oradea, în urma unei tranzacții de 53 milioane euro.
Ulterior, a achiziționat acțiuni ale companiilor Simbeton și Simcor, listate pe bursa RASDAQ.
Simcor a fost delistată de la bursă în mai 2009, iar participația la Simbeton a urcat de la 54% la 64%.
În anul 2009, grupul Macon-Simcor era cel mai mare producător de BCA de pe piața locală, cu o capacitate de producție de 700.000 de metri cubi, fiind urmat de Celco, care avea o producție anuală de 400.000 de metri cubi de BCA.

### Produse comercializate
În prezent portofoliul de materiale fabricate în unitățile de producție de la Deva, Oradea și Tg. Jiu cuprinde:
- BCA
- prefabricate din beton pentru infrastructură rutieră și feroviară
- prefabricate din beton pentru construcții civile și industriale
- stâlpi pentru linii electrice aeriene
- var
- cahle de teracotă pentru sobe și șeminee[7]

### Cifra de afaceri
- 2008: 66,5 milioane euro[4]
- 2007: 36,8 milioane euro[8]
- 2006: 29,7 milioane euro[8]
- 2005: 23,4 milioane euro[2]
- 2014: 23.8 milioane euro[9]
- 2015: 24.8 milioane euro[10]

### Planuri de dezvoltare
"Deși 2017 pare a avea mai multe incertitudini decât cel precedent, Macon Group își propune să aibă, din nou, un an de creștere peste nivelul estimat în piața în care activează." a declarat Marius Marin, CEO Macon. 